# Niihau
Niihau (havajsky Niʻihau, zvaný také jako Forbidden Isle – Zakázaný ostrov) je nejmenší obydlený ostrov z osmi hlavních Havajských ostrovů, které se nacházejí v severovýchodní části Tichého oceánu. Žije zde asi 170 obyvatel (odhad z roku 2010) a ostrov má rozlohu 181,04 km². Niihau je částí státu Havaj, který je 50. spolkovým státem Spojených států amerických.

## Geografie
Ostrov Niihau patří ke geologicky nejstarším částem havajského řetězce. Na rozdíl od ostatních havajských ostrovů je jeho povrch relativně plochý (nejvyšší vrchol Paniau má 390 metrů nad mořem) a vyprahlý (Niihau leží ve srážkovém stínu). Proto zde nad rostlinnou výrobou převládá živočišná – chov ovcí a koní, rybolov a sběr mořských mušlí. Na ostrově leží největší havajská jezera Halulu a Halali‘i, která ale často vysychají. Niihau nemá přirozený přístav. Jedinou obcí je Pu‘uwai, kde žije většina obyvatel. K Niihau patří také malý neobydlený ostrov Lehua, ležící 2 km od nejsevernějšího výběžku Niihau.

## Historie
Ostrov původně ovládali místní náčelníci, v 18. století byl připojen k sousednímu Kauai a spolu s ním se roku 1810 stal součástí Havajského království. V roce 1863 ostrov koupila Elisabeth Sinclairová-Robinsonová od havajského panovníka Lota Kamehamehy za pouhých 10 000 dolarů do osobního vlastnictví. Majitelé ostrova v roce 1915 vydali zákaz vstupu cizích osob na Niihau, aby uchovali zdejší tradiční způsob života (výjimku mohli dostat čas od času jen nejbližší příbuzní ostrovanů).
V roce 1941 po útoku na Pearl Harbour na ostrově nouzově přistál japonský pilot Šigenoru Nišikaiči a pokusil se jej zabrat pro Japonsko. Dostal se při tom do konfliktu s místním domorodcem Benem Kanehele. Miloslav Stingl tento incident popisuje: „Císařův voják se opravdu rozzlobil a vystřelil z bezprostřední blízkosti do neposlušného ostrovana. Zasáhl ho do stehna. Polynésan však stále nic! Pilot vystřelil tedy znovu a poranil Kaneheleho ve slabinách. Třetí ranou pak zasáhl žaludek tohoto muže. A teprve teď začal Havajec reagovat. Uchopil, sám velmi těžce raněný, letce za nohu a šíji a vší silou jím uhodil o kamennou zeď, která v tomto místě stála. Pilot na místě zemřel. A Kanehele? Dříve než bolestí omdlel, stačil ještě nebožtíkovi na vysvětlenou říci: „Nikdy nestřílej na Havajce více než dvakrát, potřetí by se mohl naštvat!“ I když Kanehele použil trochu jiný, velice nespisovný výraz, který zde nemohu opakovat, přesto svým velkolepým výrokem vstoupil do historie.“
V roce 1944 navrhl americký prezident Franklin Delano Roosevelt, že by se pokojný a izolovaný ostrov mohl stát hlavním sídlem Organizace spojených národů, ale nápad samozřejmě neprošel. V důsledku izolace nejsou na ostrově dodnes automobily, televizory, střelné zbraně, neprodává se alkohol, není zde ani metr zpevněné cesty, elektřina se získává pouze ze Slunce, není zde lékař ani policista. Od roku 1987 je dovoleno malým skupinám turistů dopravit se na ostrov helikoptérou z Kauai pod podmínkou, že se do večera vrátí, že nebudou používat fotoaparáty, tranzistory, mobilní telefony apod. a že se nepokusí kontaktovat ostrovany.

## Kultura

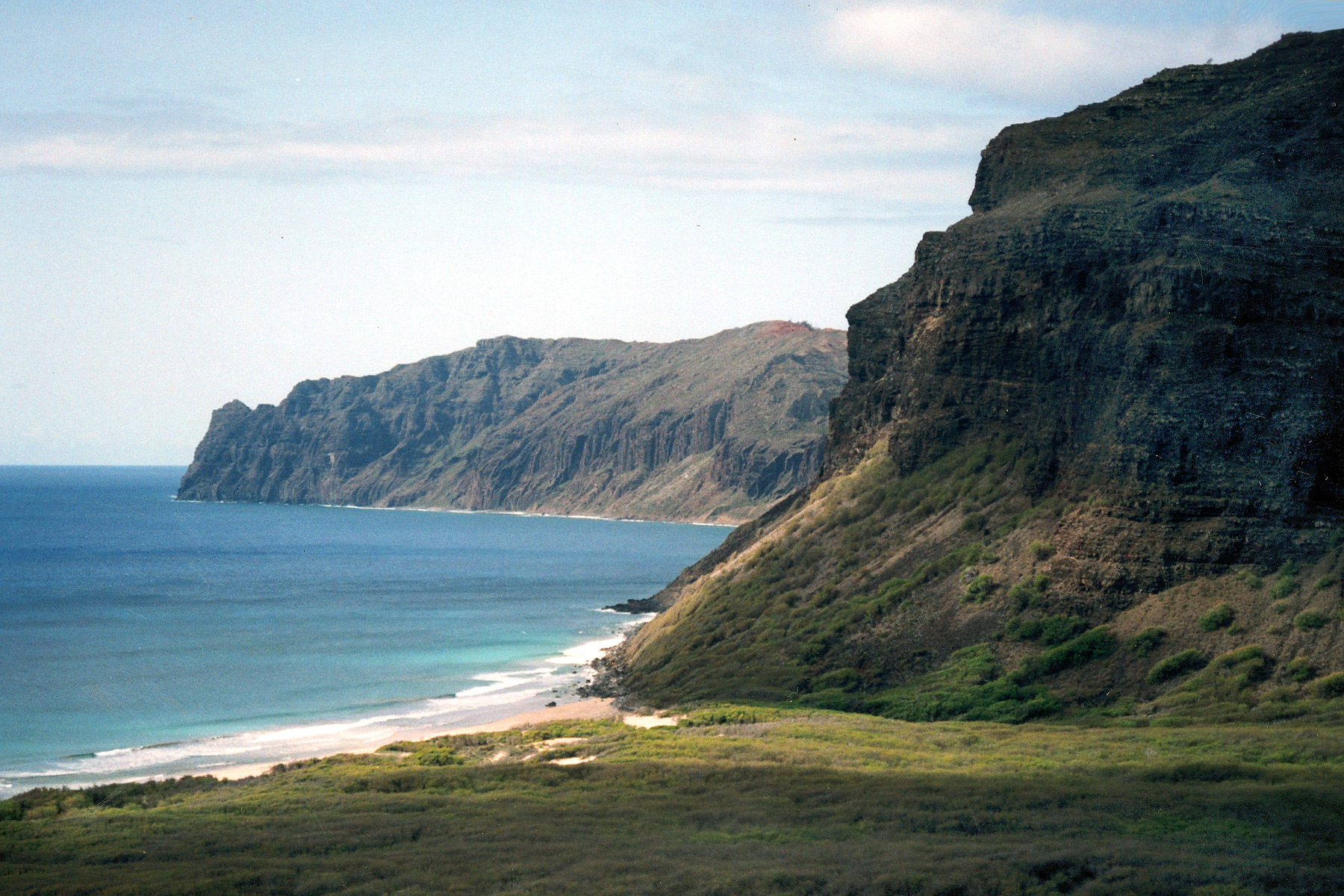
Skalnaté pobřeží ostrova Niihau

Niihau obývají téměř výhradně čistokrevní Havajci. Jde o nejstarší vlnu osídlení souostroví, používající archaický dialekt, v němž se na rozdíl od spisovné havajštiny vyskytují hlásky t a r. Mají svérázný folklor, zejména hudbu, také tradiční věnce lei se zde nevyrábějí z květin, ale z mušlí. Podle všeho počet obyvatel nikdy nepřesahoval 350 osob (víc nemůže neúrodný ostrov uživit), ale v současné době se Niihau vylidňuje, jak hlavně mladí lidé odcházejí za lehčím životem do měst. Patriarchální, konzervativní způsob života se projevuje i v politice: na rozdíl od ostatní Havaje, která je liberální a kosmopolitní, na Niihau ve volbách vždy drtivě vítězí republikáni. Miloslav Stingl píše: „Zakázaný ostrov Niihau chrání své tajemství dokonale a vytrvale. Přitom je to tajemství, které by mělo být každému srozumitelné. Spočívá v jediné věci: ve věrnosti svým tradicím, svým obyčejům, svému jazyku, svému způsobu života. A tohle tajemství, to by mohli od niihauských Havajců převzít i obyvatelé některých jiných, pokročilejších zemí. Poněvadž zajisté není opravdovější věrnosti nežli věrnost sobě samému.“